# Liste der Botschafter der Vereinigten Staaten in Spanien
Die Liste der Botschafter der Vereinigten Staaten in Spanien bietet einen Überblick über die Leiter der US-amerikanischen diplomatischen Vertretung in Spanien seit der Aufnahme diplomatischer Beziehungen bis heute. Seit 1998 ist der Botschafter in Madrid auch in Andorra akkreditiert.
Ab 1825 lautete der Titel des Botschafters der Vereinigten Staaten in Spanien Envoy Extraordinary and Minister Plenipotentiary. Ab August 1913 war der Titel des Missionsleiter Ambassador Extraordinary and Plenipotentiary.

## Liste
| Name                         | ernannt            | Besonderheit | akkreditiert                                                                                    | Botschaftsposten verlassen                                         |
| ---------------------------- | ------------------ | --- | ----------------------------------------------------------------------------------------------- | ------------------------------------------------------------------ |
| John Jay                     | 29. September 1779 | Minister Plenipotentiary | John Jay bezog seinen Botschaftsposten wurde aber formal am Hof von Alfons XII. nicht empfangen | ~20. Mai 1782                                                      |
| William Carmichael           | 20. April 1790     | Chargé d’Affaires | 20. Februar 1783                                                                                | Wurde am 5. September 1794 zurückgerufen                           |
| William Short                | 28. Mai 1794       | Minister Resident | 7. September 1794                                                                               | 1. November 1795                                                   |
| David Humphreys              | 20. Mai 1796       | Minister Plenipotentiary | 10. September 1797                                                                              | wurde wahrscheinlich kurz nach dem 28. Dezember 1801 zurückgerufen |
| Charles Pinckney             | 6. Juni 1801       | Ernennung wurde zunächst vom Senat zurückgewiesen, Senat stimmte im Recess am 26. Januar 1802 zu, Minister Plenipotentiary | Januar–März 1802                                                                                | Wurde am 25. Oktober 1804 zurückgerufen.                           |
| James Bowdoin                | 22. November 1804  | trat den Posten nicht an. |                                                                                                 |                                                                    |
| George W. Erving             | 22. November 1804  | Chargé d’Affaires ad interim | Oktober 1805                                                                                    | Februar 1810                                                       |
| George W. Erving             | 10. August 1814    | Ernennung wurde zunächst vom Senat zurückgewiesen, Senat stimmte im Recess undokumentiert am 3. Oktober 1814 zu, Minister Plenipotentiary | 24. August 1816                                                                                 | 15. Mai 1819                                                       |
| John Forsyth                 | Februar 16, 1819   | Minister Plenipotentiary | 18. Mai 1819                                                                                    | Wurde am 2. März 1823 verabschiedet.                               |
| Hugh Nelson                  | Januar 15, 1823    | Minister Plenipotentiary | 4. Dezember 1823                                                                                | Wurde zurückgerufen Juli 10, 1825                                  |
| Alexander Hill Everett       | 9. März 1825       | | 4. September 1825                                                                               | 1. August 1829                                                     |
| Cornelius P. Van Ness        | 1. Juni 1829       | Ernennung wurde zunächst vom Senat zurückgewiesen, Senat stimmte im Recess am 10. Februar 1830 zu. | 9. Dezember 1829                                                                                | Wurde am 21. Dezember 1836 zurückgerufen.                          |
| William T. Barry             | April 10, 1835     | Wurde auf den Posten eingeschworen, starb aber auf dem Weg zur Botschaft. |                                                                                                 |                                                                    |
| John Henry Eaton             | März 16, 1836      | | 1. Februar 1837                                                                                 | 1. Mai 1840                                                        |
| Aaron Vail                   | Mai 20, 1840       | Chargé d’Affaires | 5. November 5, 1840                                                                             | Vail wurde von Washington Irving am 1. August 1842 ersetzt.        |
| Washington Irving            | 10. Februar 1842   | Einer der berühmtesten amerikanischen Schriftsteller. Irving verfasste unter anderem eine Biografie über Christoph Kolumbus. Zudem veröffentlichte er die Kurzgeschichtensammlung „Tales of the Alhambra“ (deutsch: „Die Alhambra“).                        | 1. August 1842                                                                                  | 29. Juli 1846                                                      |
| Romulus Mitchell Saunders    | Februar 25, 1846   | | 31. Juli 1846                                                                                   | Wurde am 24. September 1849 zurückgerufen.                         |
| Daniel Moreau Barringer      | Juni 18, 1849      | Ernennung wurde zunächst vom Senat zurückgewiesen, Senat stimmte im Recess am 28. September 1850 zu. | Oktober 24, 1849                                                                                | Wurde am 4. September 1853 zurückgerufen.                          |
| Pierre Soulé                 | 7. April 1853      | | 24. Oktober 1853                                                                                | Wurde am 1. Februar 1855 zurückgerufen.                            |
| John C. Breckinridge         | Januar 16, 1855    | lehnte seine Ernennung ab |                                                                                                 |                                                                    |
| Augustus C. Dodge            | Februar 9, 1855    | | 17. Juni 1855                                                                                   | Wurde am 12. März 1859 zurückgerufen                               |
| William Preston              | Dezember 15, 1858  | | März 12, 1859                                                                                   | Wurde am 24. Mai 1861 zurückgerufen.                               |
| Cassius Marcellus Clay       | April 14, 1861     | lehnte seine Ernennung ab |                                                                                                 |                                                                    |
| Carl Schurz                  | März 28, 1861      | In Preußen geboren. Beteiligung an der gescheiterten Revolution von 1848. Flucht in die USA, amerikanischer Staatsbürger. Später Innenminister der USA | 13. Juli 1861                                                                                   | 18. Dezember 1861                                                  |
| Gustav Körner                | Juni 14, 1862      | geboren in Frankfurt am Main. Beteiligung an der gescheiterten Revolution von 1848, anschließend Flucht in die USA, amerikanischer Staatsbürger. | 4. November 1862                                                                                | 20. Juli 1864                                                      |
| John Parker Hale             | 10. März 1865      | | 30. September 1865                                                                              | Wurde am 29. Juli 1869 zurückgerufen.                              |
| William Starke Rosecrans     |                    | Von Andrew Johnson ernannt, aber nicht vom Kongress bestätigt. |                                                                                                 |                                                                    |
| Henry Shelton Sanford        |                    | Von Andrew Johnson ernannt, aber nicht vom Kongress bestätigt. |                                                                                                 |                                                                    |
| Daniel E. Sickles            | 15. Mai 1869       | Ernennung wurde zunächst vom Senat zurückgewiesen, Senat stimmte im Recess am 16. März 1870 zu. | 29. Juli 1869                                                                                   | Teilte seine Abberufung mit einer Note am 31. Januar 1874 mit.     |
| Caleb Cushing                | 6. Januar 1874     | war 1844 der erste Botschafter der USA in China | 30. Mai 1874                                                                                    | 9. April 1877                                                      |
| James Russell Lowell         | 11. Juni 1877      | Ernennung wurde zunächst vom Senat zurückgewiesen, Senat stimmte im Recess am 30. Oktober 1877 zu. | 18. August 1877                                                                                 | Wurde am 2. März 1880 zurückgerufen.                               |
| Lucius Fairchild             | 26. Januar 1880    | | 31. März 1880                                                                                   | Wurde am 20. Dezember 1881 zurückgerufen.                          |
| Hannibal Hamlin              | 30. Juni 1881      | Ernennung wurde zunächst vom Senat zurückgewiesen, Senat stimmte im Recess am 13. Oktober 1881 zu. | 20. Dezember 1881                                                                               | 17. Oktober 1882                                                   |
| John W. Foster               | 27. Februar 1883   | | 16. Juni 1883                                                                                   | Wurde am 28. August 1885 zurückgerufen.                            |
| Jabez Lamar Monroe Curry     | Oktober 7, 1885    | Ernennung wurde zunächst vom Senat zurückgewiesen, Senat stimmte im Recess am 13. Januar 1886 zu. | 22. Dezember 1885                                                                               | 5. Juli 1888                                                       |
| Perry Belmont                | November 17, 1888  | Ernennung wurde zunächst vom Senat zurückgewiesen, Senat stimmte im Recess am 13. Dezember 1888 zu. | 13. Februar 1889                                                                                | 1. Mai 1889                                                        |
| Thomas W. Palmer             | 12. März 1889      | | 17. Juni 1889                                                                                   | 19. April 1890                                                     |
| Edward Burd Grubb            | September 27, 1890 | | 23. Dezember 1890                                                                               | 26. Mai 26, 1892                                                   |
| A. Loudon Snowden            | 22. Juli 1892      | | 6. Oktober 1892                                                                                 | Wurde am 3. Juni 1893 zurückgerufen.                               |
| Hannis Taylor                | 8. April 1893      | | 1. Juli 1893                                                                                    | Wurde am 13. September 1897 zurückgerufen.                         |
| Stewart L. Woodford          | 19. Juni 1897      | Die spanische Regierung behielt sich diplomatische Beziehungen mit der Regierung der USA am 21. April 1898 vor. Woodford wurde am 25. April 1898, als die Regierung der USA, entsprechend einem Parlamentsbeschluss, Spanien den Krieg erklärte, abberufen. | 13. September 1897                                                                              | 21. April 1898                                                     |
| Bellamy Storer               | 12. April 1899     | Ernennung wurde zunächst vom Senat zurückgewiesen, Senat stimmte im Recess am 14. Dezember 1899 zu. | 15. Juni 1899                                                                                   | Wurde am 10. Dezember 1902 zurückgerufen.                          |
| Arthur Sherburne Hardy       | September 26, 1902 | Ernennung wurde zunächst vom Senat zurückgewiesen, Senat stimmte im Recess am 8. Dezember 1902 zu. | 2. März 1903                                                                                    | Wurde am 1. Mai 1905 zurückgerufen.                                |
| William Miller Collier       | 8. März 1905       | | 15. Mai 1905                                                                                    | Superseded by Ambassador Ide on Juni 9, 1909                       |
| Henry Clay Ide               | April 1, 1909      | | 9. Juni 1909                                                                                    | 8. Juli 1913                                                       |
| Joseph Edward Willard        | 28. Juli 1913      | Wurde eingeschworen, trat das Amt aber nicht an. |                                                                                                 |                                                                    |
| Joseph Edward Willard        | 10. September 1913 | | 31. Oktober 1913                                                                                | 7. Juli 1921                                                       |
| Cyrus Woods                  | 24. Juni 1921      | | 14. Oktober 1921                                                                                | 18. April 1923                                                     |
| Alexander Pollock Moore      | 3. März 1923       | | 16. Mai 1923                                                                                    | 20. Dezember 1925                                                  |
| Ogden Hammond                | 21. Dezember 1925  | | 26. März 1926                                                                                   | 13. Oktober 13, 1929                                               |
| Irwin B. Laughlin            | Oktober 16, 1929   | | 24. Dezember 24, 1929                                                                           | 12. April 12, 1933                                                 |
| Claude Bowers                | April 6, 1933      | Im letzten Teil seiner Mission verlegte er den Dienstsitz nach Saint-Jean-de-Luz und verließ den Posten am 14. Juni 1939. | 1. Juni 1933                                                                                    | führte am 2. Februar 1939 sein letztes Interview.                  |
| Harrison Freeman Matthews    | 13. April 1939     | Botschaftssitz Burgos als Chargé d’Affaires ad interim |                                                                                                 |                                                                    |
| Alexander W. Weddell         | 3. Mai 1939        | | 15. Juni 1939                                                                                   | 7. Februar 1942                                                    |
| Carlton J. H. Hayes          | 2. Mai 1942        | | 9. Juni 1942                                                                                    | verließ Spanien am 18. Januar 1945                                 |
| Norman Armour                | 15. Dezember 1944  | | 24. März 1945                                                                                   | 1. Dezember 1945                                                   |
| Philip Bonsal                |                    | März 1946 | Chargé d’Affaires                                                                               | Juni 1947                                                          |
| Paul T. Culbertson           |                    | Juni 1947 | Chargé d’Affaires                                                                               | Dezember 1950                                                      |
| Stanton Griffis              | 1. Februar 1951    | | 1. März 1951                                                                                    | Gab das Amt am 28. Januar 1952 ab.                                 |
| Lincoln MacVeagh             | 21. Februar 1952   | | 27. März 1952                                                                                   | 4. März 1953                                                       |
| James Clement Dunn           | 27. Februar 1953   | | 9. April 1953                                                                                   | 9. Februar 1955                                                    |
| John Davis Lodge             | 22. Januar 1955    | | 24. März 1955                                                                                   | 13. April 1961                                                     |
| Anthony Joseph Drexel Biddle | 29. März 1961      | | 25. Mai 1961                                                                                    | verließ Spanien am 12. Oktober 1961                                |
| Ellis O. Briggs              |                    | Wurde eingeschworen, trat das Amt aber nicht an. Seine Ernennung wurde zurückgezogen, bevor der Senat über sie abstimmte. |                                                                                                 |                                                                    |
| Robert F. Woodward           | 7. April 1962      | | 10. Mai 1962                                                                                    | 1. Februar 1965                                                    |
| Angier Biddle Duke           | 11. März 1965      | | 1. April 1965                                                                                   | 30. März 1968                                                      |
| Frank E. McKinney            | 11. Mai 1968       | Wurde eingeschworen, trat das Amt aber nicht an. |                                                                                                 |                                                                    |
| Robert F. Wagner junior      | 24. Juni 1968      | | 4. Juli 1968                                                                                    | 7. März 1969                                                       |
| Robert C. Hill               | 1. Mai 1969        | | 12. Juni 1969                                                                                   | 12. Januar 1972                                                    |
| Horacio Rivero               | 11. September 1972 | | 11. Oktober 1972                                                                                | 26. November 1974                                                  |
| Peter M. Flanigan            | 17. September 1974 | Ernennung wurde durch den Senat nicht bestätigt. |                                                                                                 |                                                                    |
| Wells Stabler                | 20. Februar 1975   | | 13. März 1975                                                                                   | 4. Mai 1978                                                        |
| Terence Todman               | 25. Mai 1978       | | 20. Juli 1978                                                                                   | 8. August 1983                                                     |
| Thomas O. Enders             | 5. August 1983     | | 15. September 1983                                                                              | 6. Juli 1986                                                       |
| Reginald Bartholomew         | 18. August 1986    | | 17. September 1986                                                                              | 12. März 1989                                                      |
| Joseph Zappala               | 10. Oktober 1989   | | 6. Oktober 1989                                                                                 | 4. Juni 1992                                                       |
| Richard Goodwin Capen        | 15. Juni 1992      | | 8. Juli 1992                                                                                    | 17. Februar 1993                                                   |
| Richard N. Gardner           | 16. September 1993 | | 4. November 1993                                                                                | 12. Juli 1997                                                      |
| Edward L. Romero             | 7. August 2009     | | 30. Juni 1998                                                                                   | 1. Juni 2001                                                       |
| George Argyros               | 20. November 2001  | | 13. Dezember 2001                                                                               | 21. November 2004                                                  |
| Eduardo Aguirre              | 21. Juni 2005      | | 29. Juni 2005                                                                                   | 20. Januar 2009                                                    |
| Alan Solomont                | 24. Dezember 2009  | | 9. Januar 2010                                                                                  | 1. August 2013                                                     |
| James Costos                 | 1. August 2013     | | 24. September 2013                                                                              | 18. Januar 2017                                                    |
| Richard Duke Buchan III      | 2. November 2017   | | 18. Januar 2018                                                                                 | 20. Januar 2021                                                    |
| Conrad Tribble               | 20. Januar 2021    | Chargé d’Affaires ad interim |                                                                                                 |                                                                    |